# دورارارا!!
دورارارا!! (باليابانية: デュラララ!!، بالروماجي: Durarara!!) هي رواية خفيفة من تأليف ريوهغو ناريتا ورسوم سوزوهيتو ياسودا، نشرت في 25 أبريل عام 2004 حتى 10 يناير عام 2014، وتكونت 13 مجلدًا، أنتجت إلى أنمي تلفزيوني من قبل استوديو برينز بيس، عرض الأنمي في 8 يناير عام 2010 حتى 25 يونيو عام 2010، وتكون 26 حلقة. وقام استوديو شوكا بإنتاج موسم ثاني للأنمي، عرض في 10 يناير عام 2015 حتى 26 مارس عام 2016، وتكون 36 + 3 أوفا.

## القصة
تدور أحداث القصة ميكادو ريوغاميني هو فتى يتوق للحياة مثيرة في المدينة الكبيرة، ينتقل إلى مدينة إيكيبوكورو بناء على دعوة من صديق طفولته ماسومي كيدا الذي التحق بأكادمية رايرا معه بعد لقائه في محطة القطار، فقام ماساومي بجوله مع صديقة ميكادو في شوارع إيكيبوكورو وهو يحذره من بعض الناس الخطيرين في المدينة مثل الرجل العنيف والعصبي هيواجيما شيزو وأيضا المخبر أوريهارا إيزايا وعصابة غامضه تعرف باسم (دولارز) وعندها شاهد ميكادو أسطورة المحلية يطلق عليها لقب "الدراج الأسود"، الذي يحوم حول إكيبوكورو على الدراجة السوداء التي لها صوت في بعض الأحيان مثل الحصان وكما يشاع أنه ليس لديه رأس تحت خوذته.

## = الشخصيات

### الشخصيات الرئيسية
ميكادو ريوغاميني (باليابانية: 竜ヶ峰 帝人، بالروماجي: Ryūgamine Mikado)
أداء صوتي: توشيوكي تويوناغا
ماساومي كيدا (باليابانية: 紀田 正臣، بالروماجي: Kida Masaomi)
أداء صوتي: مامورو ميانو
سيلتي سترولسون (باليابانية: セルティ・ストゥルルソン، بالروماجي: Seruti Sutururuson)
أداء صوتي: ميوكي ساواشيرو
أنري سونوهارا (باليابانية: 園原 杏里، بالروماجي: Sonohara Anri)
أداء صوتي: كانا هانازاوا
إيزايا أوريهارا (باليابانية: 折原 臨也، بالروماجي: Orihara Izaya)
أداء صوتي: هيروشي كاميا
شيزو هيواجيما (باليابانية: 平和島 静雄، بالروماجي: Heiwajima Shizuo)
أداء صوتي: دايسكي أونو
شينرا كيشيتاني (باليابانية: 岸谷 新羅، بالروماجي: Kishitani Shinra)
أداء صوتي: جون فوكوياما

### شخصيات أخرى
كيوهي كادوتا (باليابانية: 門田 京平، بالروماجي: Kadota Kyōhei)
أداء صوتي: يويتشي ناكامورا
والكر يوماساكي (باليابانية: 遊馬崎 ウォーカー، بالروماجي: Yumasaki Wōkā)
أداء صوتي: يوكي كاجي
إيريكا كاريساوا (باليابانية: 狩沢 絵理華، بالروماجي: Karisawa Erika)
أداء صوتي: أياهي تاكاغاكي
سابورو توغوسا (باليابانية: 渡草 三郎، بالروماجي: Togusa Saburō)
أداء صوتي: تاكوما تيراشيما
سايمون بريزنيف (باليابانية: サイモン・ブレジネフ، بالروماجي: Saimon Burejinefu)
أداء صوتي: تاكايا كورودا
سيجي ياغيري (باليابانية: 矢霧 誠二، بالروماجي: Yagiri Seiji)
أداء صوتي: كازوما هوري
نامي ياغيري (باليابانية: 矢霧 波江، بالروماجي: Yagiri Namie)
أداء صوتي: ساناي كوباياشي
ميكا هاريما (باليابانية: 張間 美香، بالروماجي: Harima Mika)
أداء صوتي: ماريا إيسي
شينغن كيشيتاني (باليابانية: 岸谷 森厳، بالروماجي: Kishitani Shingen)
أداء صوتي: أكيو أوتسوكا
مايرو أوريهارا (باليابانية: 折原 舞流، بالروماجي: Orihara Mairu)
أداء صوتي: إيري كيتامورا
كوروري أوريهارا (باليابانية: 折原 九瑠璃، بالروماجي: Orihara Kururi)
أداء صوتي: هيساكو كانيموتو
آوبا كورونوما (باليابانية: 黒沼 青葉، بالروماجي: Kuronuma Aoba)
أداء صوتي: هيرو شيمونو
تشيكاغي روكوجو (باليابانية: 六条 千景، بالروماجي: Rokujo Chikage)
أداء صوتي: يوكي أونو
جيناي يوداغيري (باليابانية: 澱切 陣内، بالروماجي: Yodogiri Jinnai)
أداء صوتي: نوبوؤو توبيتا
كاساني كوجيراغي (باليابانية: 鯨木 かさね، بالروماجي: Kujiragi Kasane)
أداء صوتي: هوكو كواشيما

## وصلات خارجية
- الموقع الرسمي

دورارارا!! على موقع ANN manga (الإنجليزية)

لم يتم العثور على روابط لمواقع التواصل الاجتماعي.